# Sar-e Pol (huyện)
Sari Pul là một huyện thuộc tỉnh Sar-e Pol, Afghanistan. Dân số thời điểm năm 1999 là 140,383 người.